# تشارلز كليرك
تشارلز كليرك (بالإنجليزية: Charles Clerke)‏ الكابتن تشارلز كليركي (22 أغسطس 1741 - 22 أغسطس 1779), كان ضابطا في البحرية الملكية أبحر في أربع رحلات استكشاف مع الكابتن جيمس كوك, عندما قتل كوك خلال رحلته إلى المحيط الهادئ 3، انتقل الأمر إلى كليركي لكنه توفي في وقت لاحق في رحلة من مرض السل.
كليرك درس في الأكاديمية البحرية الملكي في بورتسموث عندما كان عمره 13.
مترجم http://en.wikipedia.org/wiki/Charles_Clerke%27%27%27